# DJ Quicksilver

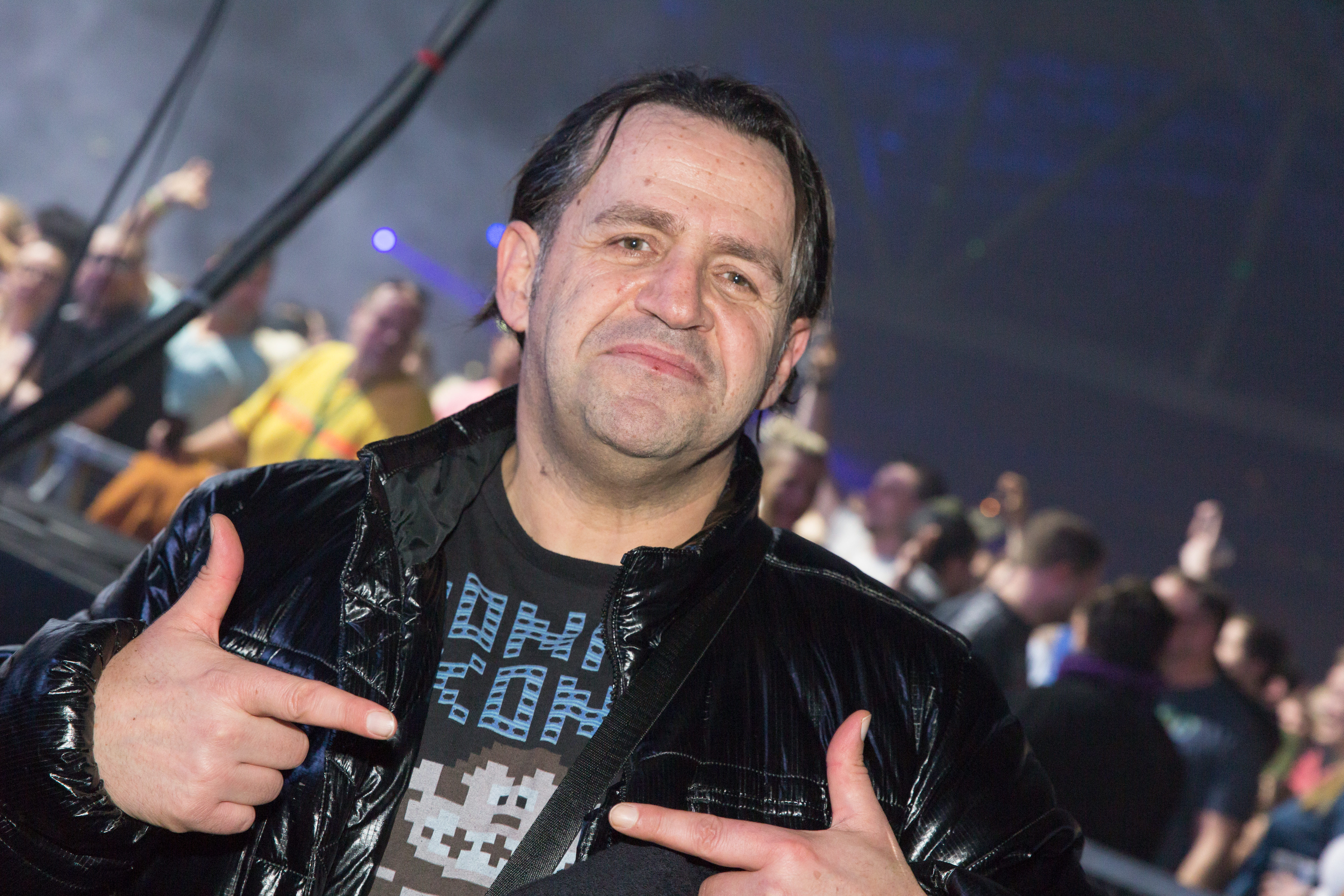
DJ Quicksilver @ 90er Rave in Berlin

DJ Quicksilver is het pseudoniem voor de in Turkije geboren Orhan Terzi (1964).
Een grote staat van dienst heeft DJ Quicksilver als het gaat om het produceren, mixen en remixen van muziek voor zichzelf en voor anderen. Hij heeft onder andere remixes gemaakt voor Jam & Spoon, Faithless, N-Trance, U.S.U.R.A., Dance 2 Trance, Kadoc, The Porn Kings, Watergate (een ander project van Quicksilver) en bijvoorbeeld De Donatis (een solo-project van Tommasso). Verder heeft hij nog samengewerkt aan de single "Boombastic" met Shaggy, van wie eigenlijk het origineel is.
Er zijn een tweetal singles van DJ Quicksilver, "Planet Love" en "Ameno", die de Nederlandse Top 40 haalden. "I Have A Dream/Bellissima" kwam niet hoger dan de Tipparade. Deze drie eerder genoemde singles zijn allen grote hits geweest, in Nederland maar ook in de rest van de wereld. In 2018 werkt hij samen met DJ Dag voor het nummer Zulu .
Qua muziekstijl past DJ Quicksilver in het club/trance genre thuis.
Orhan Terzi is een grote fan van Jean Michel Jarre, Kraftwerk en Klaus Schulze. Als hij niet bezig is met muziek dan doet hij aan mountainbiken, fitness en surfen.

## Discografie

### Albums
| Album met eventuele hitnotering(en) in de Nederlandse Album Top 100 | Datum van verschijnen | Datum van binnenkomst | Hoogste positie | Aantal weken | Opmerkingen |
| ------------------------------------------------------------------- | --------------------- | --------------------- | --------------- | ------------ | ----------- |
| Quicksilver                                                         | 1997                  | onb                   |                 |              |             |
| Escape 2 Planet Love                                                | 1998                  | onb                   |                 |              |             |
| Clubfiles - The Album                                               | 2003                  | onb                   |                 |              |             |

### Singles
| Single met eventuele hitnotering(en) in de Nederlandse Top 40 | Datum van verschijnen | Datum van binnenkomst | Hoogste positie | Aantal weken | Opmerkingen             |
| ------------------------------------------------------------- | --------------------- | --------------------- | --------------- | ------------ | ----------------------- |
| Bingo Bongo                                                   | 1996                  |                       |                 |              |                         |
| Boing!                                                        | 1996                  |                       |                 |              |                         |
| I Have A Dream/Bellissima                                     | 1996                  |                       | tip4            |              |                         |
| Free                                                          | 1997                  |                       |                 |              |                         |
| Planet Love                                                   | 1997                  | 31-1-1998             | 24              | 4            | Dancesmash op Radio 538 |
| Escape To Paradise/Timerider                                  | 1998                  |                       |                 |              |                         |
| 8 x 4                                                         | 1999                  |                       |                 |              |                         |
| Cosmophobia                                                   | 1999                  |                       |                 |              |                         |
| Ameno                                                         | 2001                  | 26-5-2001             | 30              | 7            | Dancesmash op Radio 538 |
| Boombastic                                                    | 2001                  |                       |                 |              | Met Shaggy              |
| Always On My Mind                                             | 2002                  |                       |                 |              |                         |
| New Life                                                      | 2002                  |                       |                 |              |                         |
| Voyage Voyage                                                 | 2002                  |                       |                 |              |                         |
| Clubfiles One                                                 | 2003                  |                       |                 |              | Met Base Unique         |